# Agrenia
Genre
Agrenia est un genre de collemboles de la famille des Isotomidae.

## Liste des espèces
Selon Checklist of the Collembola of the World (version du 1er septembre 2019) :
- Agrenia agilis Fjellberg, 1986
- Agrenia atroviridis Fjellberg, 1986
- Agrenia bidenticulata (Tullberg, 1877)
- Agrenia cyanura Fjellberg, 1986
- Agrenia extrema Fjellberg & Bernard, 2009
- Agrenia falcula Fjellberg & Bernard, 2009
- Agrenia lamellosa Fjellberg, 1988
- Agrenia parkeri Fjellberg & Bernard, 2009
- Agrenia pilosa Fjellberg, 1986
- Agrenia polymorpha Fjellberg, 1986
- Agrenia riparia Fjellberg, 1986
- Agrenia tarashchukae Fjellberg & Bernard, 2009

## Publication originale
- Börner, 1906 : Das System der Collembolen nebst Beschreibung neuer Collembolen des Hamburger Naturhistorischen Museums. Jahrbuch der Hamburgischen Wissenschaftlichen Anstalten, vol. 23, no 2, p. 147-186 (texte intégral).